# Давид (Церетели)
Епископ Давид (в миру Дави́д Зура́бович Церете́ли, князь Имере́тинский; груз. დავით ზურაბის ძე წერეთელი; 1781 — 14 февраля 1853, Джручский монастырь) — епископ Грузинского экзархата Русской православной церкви, митрополит Имеретинский.

## Биография
Родился в 1781 году в семье генерал-майора князя Зураба Церетели. Шурин владетеля Мингрелии, князя Дадиани.
22 февраля 1796 года пострижен в монашество в Гаэнатском монастыре, где до этого находился на послушании.
23 апреля 1798 года рукоположен во иеродиакона, а 8 октября возведён в сан архидиакона.
29 марта 1803 года рукоположен во иеромонаха.
14 сентября 1804 года возведен в сан архимандрита Джручского монастыря.
За устройство монастыря архимандрит Давид 24 апреля 1805 года хиротонисан во епископа с возведением в сан архиепископа.
В том же году, по воле грузинского царя, возведён в сан митрополита. В этом сане управлял Джручским монастырем до 1829 года.
23 июня 1829 года назначен митрополитом Мингрельским, где проявил особую ревность в обращении магометан и язычников и в устройстве у них православных храмов.
9 июня 1834 года по болезни уволен на покой в Джручский монастырь с 1000 — рублевою пенсией.
7 августа 1843 года, по просьбе дворян и князей, назначен митрополитом Имеретинским и до самой смерти управлял епархией.
Скончался 14 февраля 1853 года. Погребён в Джручском Георгиевском монастыре Кутаисской губернии.